# Capilla Sinfónica Estatal de Rusia
La Capilla Sinfónica Estatal de Rusia (en ruso: Государственная академическая симфоническая капелла России), también conocida fuera de Rusia como Orquesta Filarmónica Estatal de Rusia (Russian State Philharmonic Orchestra), es una orquesta sinfónica y coro de Rusia, con sede en Moscú. Se creó en 1991 mediante la fusión de la Orquesta Sinfónica del Ministerio de Cultura de la URSS dirigida por Gennadi Rozhdestvensky, que había sido creada por Samuíl Samosúd en 1957, y el Coro de Cámara Estatal de la URSS dirigido por Valery Polyansky. Desde entonces, la dirección musical de ambos conjuntos fue asumida por Polyansky.

## Directores
- Samuíl Samosúd (1957-1964)
- Yuri Ahronovich (1964-1971)
- Maxim Shostakovich (1971-1981)
- Gennadi Rozhdéstvenski (1981-1992)
- Valeri Polyansky (1992- )